# Flickchart
Flickchart est un site web de critique de cinéma anglophone crée en 2009 par le programmeur web Jeremy Thompson et le web designer Nathan Chase à Orlando, en Floride, aux États-Unis.
Le site développe en outre des outils de réseautage social, tels les commentaires ou les blogs.

## Classement de films
Flickchart propose aux usagers de choisir leur œuvre audiovisuelle préférée parmi deux : l'usager doit choisir systématiquement entre deux films sélectionnés au hasard et de façon répétée, jusqu'à ce qu'une liste classant précisément les goûts de l'utilisateur soit créée - plutôt que de noter les films individuellement . Par défaut, le site propose des paires aléatoires : l'usager choisit un des deux films s'il a vu les deux, ou peut cliquer sur "Haven't Seen It - Next" ("Ne l'ai pas vu - Suivant") s'il n'a pas vu un des deux films proposés, ou sur "Haven't Seen Either - Next" ("N'en ai vu aucun des deux - Suivant") s'il n'a vu aucun des deux films mis en compétition.
Chaque duel est surmonté d'une phrase à connotation humoristique, qui change de manière aléatoire à chaque duel. Ce procédé de phrase caustique aléatoire est reproduit au-dessus de l'espace commentaires, sous les duels.
En haut de la page de duel, dans la barre de menu, un onglet intitulé "Charts" amène à un classement général établi à partir de tous les usages du site.
L'usager peut en outre apposer aux séries de paires des filtres : il peut ne comparer que les films qu'il a déjà évalués sur le site, ou trier par genre cinématographique, année de sortie, acteur ou réalisateur, studio ou franchise, ou évaluer directement un titre en particulier.
Le site étant intégralement participatif, l'inscription, gratuite, est incontournable : l'utilisateur choisit un pseudonyme et une photo de profil. Par exemple, les deux créateurs du site, le programmeur web Jeremy Thompson et le web designer Nathan Chase sont inscrits respectivement sous les pseudonymes "Prophasi" et "Zampa".

## L'aspect réseautage social
Chaque page utilisateur référence les informations relatives à ce dernier par blocs répartis en deux colonnes, dans l'ordre suivant :
Colonne de gauche :
- Un bloc "profil" comprenant :

- la date d'inscription
- le nombre de consultations du profil
- le nombre de duels répondus, le nombre de films évalués, le nombre de commentaires postés
- la somme des durées des films évalués par l'usager, proposant une estimation du temps passé à regarder des films à raison d'un seul visionnage de chaque film
- Les dix films en tête du classement
- Les cinq films les plus récemment évalués
- Les dix "meilleurs films" non évalués (nommée la "list of shame", ou "liste de la honte"), positionnés selon le classement général des utilisateurs du site.

Colonne de droite :
- Un graphique statistique des films évalués par l'usager par décennie
- Les amis (douze au maximum sont affichés sur cette interface)
- Les discussions auxquels l'usager a contribué
- Un espace commentaires

En résumé, plusieurs espaces commentaires sont disponibles sur le site : sur les pages films, sous chaque duel, sur les pages utilisateurs, ainsi que sous les articles disponibles sur l'espace blog, répartis selon les catégories suivantes :
- News : des billets liés à l'actualité cinématographique ou télévisuelle.
- Movie Reviews : des critiques de films rédigées par des utilisateurs du site.
- Podcast : un podcast audio hebdomadaire discutant de diverses œuvres cinématographiques.
- Top Tens : des classements de dix films selon une année, un genre cinématographique, des acteurs, des genres, ou toute autre thématique, reprenant un classement général établi à partir des listes de chaque utilisateur.
- Reel Rumbles : des articles consacrés à des duels supposément difficiles à trancher du fait d'éléments techniques ou thématiques communs (par exemple, deux films d'animation d'un même studio, deux films d'un même acteur, deux films dans l'espace, etc.).
- User Showcase : des billets de type blog écrits par les utilisateurs.
- Staff : les utilisateurs contribuant à l'espace blog.